# Học viện âm nhạc Feliks Nowowiejski ở Bydgoszcz
Học viện âm nhạc Feliksa Nowowiejskiego ở Bydgoszcz là một cơ sở đào tạo âm nhạc của nhà nước Ba Lan, được thành lập từ năm 1974. Học viện có trụ sở tại số 7, đường Słowackiego, thành phố Bydgoszcz.

## Lịch sử của Học viện
Học viện âm nhạc Feliks Nowowiejski ở Bydgoszcz có nguồn gốc từ phân hiệu của Học viện Âm nhạc Łódź, được thành lập vào năm 1974. Lúc này, phân hiệu được thành lập và đào tạo hai chuyên ngành: Nhạc cụ và Sư phạm Âm nhạc. Đến ngày 27 tháng 11 năm 1979, phân hiệu đã chính thức chuyển thành trường Âm nhạc bang Bydgoszcz, thời gian này, trường đã đào tạo 4 chuyên ngành. Ngày 1 tháng 1 năm 1982, trường được đổi tên thành Học viện Âm nhạc Feliks Nowowiejski ở Bydgoszcz.

## Lịch sử các đời Hiệu trưởng
Học viện đã trãi qua các đời Hiệu trưởng như sau:
1. Roman Suchecki (1974 -1987)
2. Franciszek Woźniak (1987-1993)
3. Antoni Poszowski (1993-1999)
4. Jerzy Kaszuba (1999-2005)
5. Maria Murawska (2005-2012)
6. Jerzy Kaszuba (2012-8/2020)
7. Elżbieta Wtorkowska (9/2020–nay).

## Ban giám hiệu[2]
- Hiệu trưởng: Giáo sư, Tiến sĩ khoa học Elżbieta Wtorkowska
- Phó hiệu trưởng phụ trách Khoa học và Hợp tác quốc tế: Giáo sư, Tiến sĩ Maria Murawska
- Phó hiệu trưởng phụ trách các vấn đề nghệ thuật: Giáo sư, Tiến sĩ khoa học Hanna Michalak

## Cơ cấu các Khoa
Học viện gồm các Khoa như sau
- Khoa Sáng tác, Lý thuyết Âm nhạc và Kỹ thuật Âm thanh[3][4].

1. Bộ môn Sáng tác và lý thuyết âm nhạc (Đào tạo Cử nhân và Thạc sĩ)
2. Bộ môn Kỹ thuật âm thanh (Đào tạo Cử nhân)

- Khoa nhạc cụ[5]

1. Bộ môn Piano
2. Bộ môn Nhạc cụ dây và Nhạc thính phòng
3. Bộ môn Nhạc cụ gió, Bộ gõ và Nhạc thính phòng
4. Bộ môn Đàn Harpsichord, Organ và Âm nhạc Sơ khai
5. Bộ môn Nhạc thính phòng Piano

- Khoa Thanh nhạc và Diễn xuất[6]

1. Bộ môn Thanh nhạc.
2. Bộ môn Diễn xuất

- Khoa Ứng xử, Jazz và Sư phạm Âm nhạc[7]